# Anfallen mot Sankt Petersburg
Anfallen mot Sankt Petersburg ägde rum åren 1704 och 1705, och innebar härjningar, landstigningar och flottbombardemang av den svenska krigsmakten i syfte av att erövra den nygrundade hamnstaden Sankt Petersburg från ryssarna. Svenskarna hade utrustat eskadrar till Finska viken ända sedan Nyen och Nyenskans fallit, för att blockera all rysk handel över Östersjön. Anledningen till detta var att stadens inträngande hotade det svenska herraväldet, och ledningen i Sverige beslutade att Petersburg skulle intas innan den blev för mäktig. Trots att erövringen av staden misslyckades blev effekten av anfallen väldigt påfrestande för Ryssland.

## Sankt Petersburg och Kronslott
Efter att Ryssland, 1703, erövrat och rivit de svenska besittningarna Nyen och Nyenskans vid Nevas utlopp i Finska viken, påbörjades uppbyggandet av den ryska staden Sankt Petersburg - grundad av Peter den store, i syfte av att öka den ryska skeppsmakten i Östersjön. Det var uppenbart att staden skulle vara väldigt sårbar för attacker under uppbyggandet och detta förstod Peter I, som lät mäta djupet i vattnet runt ön Kotlin (finska Retusaari): 25 kilometer väster om Sankt Petersburg, för att ta reda på vart en svensk eskader troligast skulle segla in för flottbombardemang och landstigningar. Det visade sig att endast ett litet passage nära Kotlin var djupt nog (4,5 meter) och skulle vara den enda möjligheten att tillfredsställa detta utan att gå på grund av alla stenblock som låg på botten.
Efter att mätningen av djupet var färdigställt beordrade Peter I att skog och annat hinder på ön Kotlin skulle röjas undan: vid strandkanten av den östra änden av ön nära den djupgående passagen. För att göra plats åt en fästning vid namn Kronslott, som fungerade som ett kanontorn vilket skyddade passagen in mot Sankt Petersburg. När fästningen var färdigbyggd hade den en bredd på cirka 29 meter, en längd på nio meter och en höjd på ungefär 37 meter. Fästningen var utrustad med 14, 6-tums artilleripjäser som försvar. Även ryska skansar byggdes för att skydda mot landstigningar av Kotlin. 

## Flottans anfall mot Kronslott
Den 13 juni 1704, anlände en svensk eskader på ett linjeskepp, fem fregatter och åtta mindre fartyg till finska viken för att landsätta en styrka av 1 000 man på ön Kotlin, under ledning av Georg Johan Maidel. När de påträffade det ny uppbyggda Kronslott, kastade de genast ankare och påbörjade ett bombardemang av fästningen som varade i ungefär två dagar. Men på grund av avståndet tilldelades ingen större skada och de försökte då istället med en landstigning, vilket misslyckades och Maidel var tvungen att bege sig tillbaka.

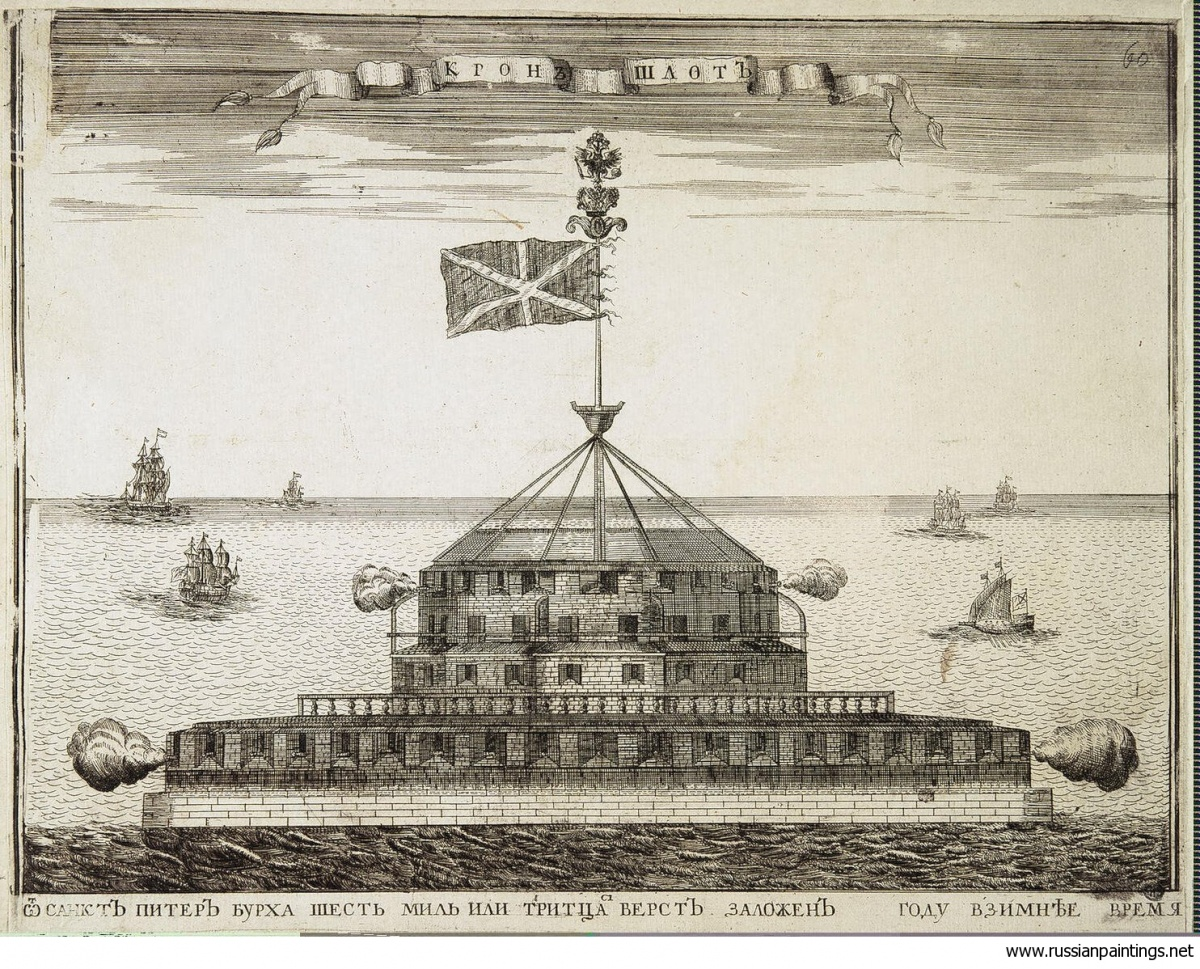
Kronslott i strid med svenska slagskepp

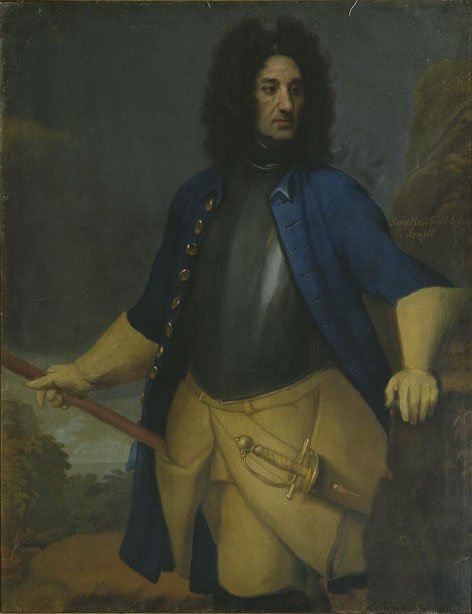
Carl Gustaf Armfeldt

Någon gång i juli samma år, anlände den svenska styrkan igen och gjorde ett nytt försök i att landstiga Kotlin, denna gång gick det bättre och 500 ryska soldater förlagda vid två skansar dödades av svenskarna som också tog deras artilleri. Detta var det sista svenska anfallet av flottan år 1704. 
Den 5 juni 1705 upptäckte några ryska spanare en inkommande svensk flotta bestående av 22 skepp under ledning av Cornelius Anckarstjerna, målet var att bryta igenom passagen vid ön Kotlin för att därefter erövra Petersburg. Anckarstjerna som var säker på seger, hade redan tidigare schemalagt ett möte i staden med Maidel, som planenligt skulle attackera med en styrka från land. Den holländske amiralen Cornelius Cruys stod som befäl över de ryska trupperna vilka befanns sig vid Kronslott, denna skulle modigt slå tillbaka de anfallande. Den svenska ledningen började med att bombardera fästningen i hopp om en kapitulation, vilket inte inträffade, de drog sig då tillbaka för att planera en möjlig landstigning av ön. 
Nästa dag den 6 juni återvände de för att landstiga på Kotlin. I det långa gräset just ovanför stranden hade ett ryskt regemente blivit beordrat att ligga ner och vänta med att skjuta för att inte avslöja sin position för det landstigande svenskarna. När dessa närmade sig och eldgivningen tog fart från såväl musköter som kanoner uppstod det förvirring, och svenskarna drog sig tillbaka. Kvar lämnades 331 svenska soldater: 300 stupade och 31 tillfångatagna. Efter detta misslyckande gjordes inga fler anfall denna dag.
Den 7 juni gjordes ett nytt försök att bombardera Kronslott och den ryska flottan som låg placerad mellan ön Kotlin och fastlandet. Utan någon märkbar skada drog sig återigen svenskarna tillbaka för att inte återvända förrän fyra dagar senare.
Nästa anfall den 11 juni resulterade också i ett misslyckande, och likaså de upprepade anfallen som skulle komma senare dagar. Cornelius Anckarstjerna drog sig till slut längre tillbaka ut mot Östersjön från finska viken, för att avvakta med strid tills han fått underrättelse om hur det skulle gå för Georg Johan Maidel, som genom landet intågade med en armé på 1 000 man mot Petersburg.
Efter mer än en månad, den 15 juli återvände Anckarstjerna till Kotlin med sin flotta på 20 skepp, för att försöka beskjuta och förstöra Kronslott från norr och söder riktning. Det ryska kanontornet lyckades slå tillbaka attacken och tvingade honom att retirera till ett säkert avstånd. Ett nytt landstigningsförsök gjordes då på den norra sidan av ön. Men med en missbedömning av vattennivån vid ett anfallande skede, hamnade de i djupt vatten vilket tvingade svenskarna att simma tillbaka mot landstigningsskeppen med den tunga utrustningen de bar på, detta tog livet av många som drunknade till botten, samtidigt som de ryska soldaterna från Kronslott sköt musköt och kanonkulor mot dem. Efter en kortare strid hade 600 svenska soldater drunknat, stupat, sårats eller tillfångatagits. 
Den 16 juli nästa dag återvände svenskarna igen, och än ett misslyckande anfall inträffade och de tvingades dra sig tillbaka. Detta var det sista anfallet gjort av den svenska flottan mot fästningen Kronslott på ön Kotlin. Den svenska flottan fortsatte att stanna i Finska viken ända in på hösten för att blockera all handel från ryska skepp. Sankt Petersburg skulle komma att bli startskottet för det ryska herrevärldet över Östersjön.

## Landsstyrkans anfall mot Kronslott och Sankt Petersburg
Georg Johan Maidel slog läger vid Nevas strand någon gång i juli 1704 med 8 000 soldater, och hamnade i hårda strider mot ryssarna vilka arbetade med Sankt Petersburg. Det var i och med svenska spioner under den här tiden kartan här överst kom till. Maidel misslyckades med att erövra Sankt Petersburg efter två anfall och drog sig sedan tillbaka. Dock, lyckades han med hjälp av några svenska skepp orsaka stor skada på befästningarna vid ön Kotlin: läs över; "Flottans anfall mot Kronslott".
Under natten den 26 januari 1705 lyckades 1 000 svenska soldater under ledning av översten Carl Gustaf Armfeldt gå över isen på finska viken till ön Kotlin, där de dödade hela den ryska garnisonen, tände eld på det ny uppbyggda varvet och brände de ryska båtarna liggande vid hamnen. Kronslott brydde de sig inte om eftersom de inte ville riskera några onödiga förluster av män. Därefter fortsatte de till S:t Petersburg där de lyckades bränna stora förråd och delar av staden. Detta tog naturligtvis hårt på Peter I, som lät förstärka ön Kotlin med 1 500 soldater, mer kanoner och dessutom en stark flotta.
Den 23 juni 1705 kom Georg Johan Maidel tillbaka för att erövra Sankt Petersburg med hjälp av Cornelius Anckarstjerna: läs över; "Flottans anfall mot Kronslott" - vilken skulle slå ner det ryska försvaret på ön Kotlin och sedan ansluta sig med Maidel vid Sankt petersburg. Detta misslyckades dock också och Sankt Petersburg stod oberört från svenskarna efter dessa attacker.